# Mahmutköy, Şuhut
Mahmutköy là một xã thuộc huyện Şuhut, tỉnh Afyonkarahisar, Thổ Nhĩ Kỳ. Dân số thời điểm năm 2011 là 1.777 người.